# Verenigd Koninkrijk op het Eurovisiesongfestival 1994
Het Verenigd Koninkrijk deed in 1994 voor de zesendertigste keer mee aan het Eurovisiesongfestival. De zangeres Frances Ruffele was gekozen door de BBC door een nationale finale om het land te vertegenwoordigen.

## Nationale voorselectie
Onder de titel A Song for Europe 1994 hield het Verenigd Koninkrijk een nationale finale om  het lied te selecteren voor het Eurovisiesongfestival 1994. De nationale finale werd gehouden op 9 april 1994 en werd gepresenteerd door Terry Wogan.
De artiest was intern al gekozen en Frances zong 8 liedjes die avond.
De winnaar werd gekozen door televoting.

| Volgorde | Lied                 | Punten | Plaats |
| -------- | -------------------- | ------ | ------ |
| 1        | Waiting in the wings | 36,856 | 3de    |
| 2        | Slowboat             | 6,549  | 7de    |
| 3        | I know these things  | 6,269  | 8ste   |
| 4        | Sink or swim         | 63,417 | 2de    |
| 5        | Wrong guy            | 7,406  | 6de    |
| 6        | One more night       | 20,608 | 4de    |
| 7        | His love             | 8,031  | 5de    |
| 8        | Lonely symphony      | 99,946 | 1ste   |

## In Dublin
In Ierland moest het Verenigd Koninkrijk aantreden als 6de, net na IJsland en voor Kroatië.
Op het einde van de puntentelling bleek dat ze op een 10de plaats waren geëindigd met 63 punten.
België deed niet mee in 1994 en Nederland gaf 2 punten aan deze inzending.

### Gekregen punten

#### Finale
| 12 punten                    | 10 punten                           | 8 punten                                 | 7 punten                | 6 punten               |
| ---------------------------- | ----------------------------------- | ---------------------------------------- | ----------------------- | ---------------------- |
|                              |                                     | - Portugal - Zwitserland                 |                         | - Kroatië              |
| 5 punten                     | 4 punten                            | 3 punten                                 | 2 punten                | 1 punt                 |
| - Cyprus - Estland - Rusland | - Bosnië en Herzegovina - Duitsland | - Hongarije - Polen - Slowakije - Spanje | - Nederland - Noorwegen | - Ierland - Oostenrijk |

### Punten gegeven door Verenigd Koninkrijk

#### Finale
Punten gegeven in de finale:
| 12 punten | Polen      |
| 10 punten | Ierland    |
| 8 punten  | Portugal   |
| 7 punten  | Duitsland  |
| 6 punten  | IJsland    |
| 5 punten  | Rusland    |
| 4 punten  | Noorwegen  |
| 3 punten  | Oostenrijk |
| 2 punten  | Hongarije  |
| 1 punt    | Malta      |

1957 · 1958 · 1959 · 1960 · 1961 · 1962 · 1963 · 1964 · 1965 · 1966 · 1967 · 1968 · 1969 · 1970 · 1971 · 1972 · 1973 · 1974 · 1975 · 1976 · 1977 · 1978 · 1979 · 1980 · 1981 · 1982 · 1983 · 1984 · 1985 · 1986 · 1987 · 1988 · 1989 · 1990 · 1991 · 1992 · 1993 · 1994 · 1995 · 1996 · 1997 · 1998 · 1999 · 2000 · 2001 · 2002 · 2003 · 2004 · 2005 · 2006 · 2007 · 2008 · 2009 · 2010 · 2011 · 2012 · 2013 · 2014 · 2015 · 2016 · 2017 · 2018 · 2019 · 2020 · 2021 · 2022 · 2023 · 2024 · 2025